# Krusa (geslacht)
Krusa is een geslacht van hooiwagens uit de familie Sclerosomatidae.
De wetenschappelijke naam Krusa is voor het eerst geldig gepubliceerd door C.J.Goodnight & M.L.Goodnight in 1947. 

## Soorten
Krusa omvat de volgende 10 soorten:
- Krusa amazonica
- Krusa annulata
- Krusa boliviana
- Krusa flava
- Krusa metallica
- Krusa mexicana
- Krusa peruviana
- Krusa pilipes
- Krusa stellata
- Krusa tuberculata